# Новак, Ханс
Ханс Но́вак (нем. Hans Nowak; 9 августа 1937, Гельзенкирхен — 19 июля 2012) — немецкий футболист, выступавший на позиции защитника.

## Карьера

### Клубная
Новак начинал карьеру в гельзенкирхенском «Айнтрахте», где он был нападающим. За два года он сыграл за эту команду в 42 матчах второй лиги западной Германии, забив 16 голов.
Летом 1958 года Новак перешёл в «Шальке 04», где спустя некоторое время переквалифицировался в защитника. За пять сезонов в стане «кобальтовых» Ханс сыграл в 98 матчах Оберлиги, забив 24 гола. После провального сезона 1964/65 Новак перешёл в «Баварию». Всего за «Шальке» он провёл 47 матчей в Бундеслиге, забив 3 гола.
За мюнхенскую команду Новак из-за травм сыграл всего 37 матчей, забив 4 гола. Однако вместе с «Баварией» Ханс выиграл два Кубка Германии в 1966 и 1967 годах, а также Кубок обладателей кубков УЕФА в 1967 году.
В 1968 году Новак перешёл в оффенбахский «Киккерс». Выйдя на поле всего 12 раз по ходу сезона 1968/69, он не смог помочь клубу избежать вылета во Вторую Бундеслигу и решил завершить карьеру. Матч против дортмундской «Боруссии» в 34-м туре, который состоялся 7 июня 1969 года, стал для Новака последним в качестве профессионального футболиста.

### В сборной
20 сентября 1961 года Новак дебютировал за сборную ФРГ в матче против сборной Дании (5:1). В 1962 году Новак вместе со сборной отправился на чемпионат мира в Чили, где сыграл во всех четырёх матчах. Последний матч за сборную ФРГ Новак провёл 4 ноября 1964 года в Берлине против сборной Швеции (1:1).

### Тренерская
Закончив карьеру футболиста, Новак стал тренером любительского клуба «Хохштадт», а затем «Херцогенаураха».